# Alfred Draper
Pour les articles homonymes, voir Draper.
Alfred Ernest Draper, né le 24 octobre 1924 à Londres est un écrivain britannique de roman policier et de roman historique.

## Biographie
Après des études à la Northwest Polytechnic School de Londres et effectué son service militaire dans la marine britannique pendant la Seconde Guerre mondiale et participé au débarquement de Normandie, il commence une carrière de journaliste successivement au Daily Herald, au Daily Express et au Daily Mail comme chroniqueur judiciaire et pour la BBC.
Il se sert de cette expérience pour ses deux premiers romans, Swansong for a Rare Bird et The Death Penalty.
Swansong for a Rare Bird, présenté à tort dans la postface comme l’autobiographie du dernier condamné à mort en Grande-Bretagne, est un plaidoyer pour l’abolition de la peine de mort au Royaume-Uni.
The Death Penalty décrit la traque d’un arbitre de football par une bande de jeunes hooligans coupable à leurs yeux d’avoir provoqué la défaite de leur équipe en sifflant à tort un pénalty. Draper dénonce non seulement la violence des supporters mais aussi le racisme ambiant de la société anglaise puisque c’est finalement un Antillais qui sera condamné. Le titre original The Death Penalty est à double sens : il signifie littéralement « le pénalty de la mort » mais également en Angleterre « la peine de mort ». Jean-Pierre Mocky adaptera ce roman au cinéma en 1984 avec Michel Serrault et Eddy Mitchell dans le rôle de l'arbitre.

## Œuvre

### Romans
- Swansong for a Rare Bird, 1970
  - Mémoires d’un oiseau rare Série noire no 1418, 1971
- The Death Penalty, 1972
  - À mort l'arbitre, Série noire no 1560, 1973
- Smoke Without Fire : The Swabey Case, 1974
- The Prince of Wales, 1975
- Story of the Goons, 1976
- Operation Fish: The Race To Save Europe's Wealth, 1939 1945, 1980 
  - Opération Fish : 1939-1945, comment l'or de l'Europe échappa aux nazis, Plon, 1980
- Grey Seal, 1982
- Restless Waves, 1983
- The Raging of the Deep, 1985
- The Amritsar Massacre : Twilight of the Raj, 1985
- Storm over Singapore, 1986
- Dawns Like Thunder :  The Retreat from Burma, 1987
- The Con-Man, 1987
- Scoops and Swindles : Memoirs of a Fleet Street Journalist, 1988
- The Great Avenging Day, 1990
- Crimson Splendour, 1991
- Operation Midas, 1993

## Adaptation
- 1984 : À mort l'arbitre, adaptation de The Death Penalty, réalisé par Jean-Pierre Mocky

## Sources
- Claude Mesplède (dir.), Dictionnaire des littératures policières, vol. 1 : A - I, Nantes, Joseph K, coll. « Temps noir », 2007, 1054 p. (ISBN 978-2-910686-44-4, OCLC 315873251).
- Claude Mesplède, Les années "Série noire" : bibliographie critique d'une collection policière, vol. 3 : 1966-1972, Amiens, Editions Encrage, coll. « Travaux / 22 », 1994 (ISBN 978-2-906389-53-3).
- Claude Mesplède, Les années "Série noire" bibliographie critique d'une collection policière, t. 4 : 1972-1982, Amiens, Encrage, coll. « Travaux » (no 25), 1995 (ISBN 978-2-906389-63-2).
- Allen J. Huben, Crime Fiction IV - A Comprehensive Bibliography 1749-2000, Volume 1, page 450